# Until the End of Time (canción de Narvel Felts y Sharon Vaughn)
«Until the End of Time» es una canción de los músicos estadounidenses de country Narvel Felts y Sharon Vaughn. Fue escrita por el dúo de escritores Jerry Foster y Bill Rice, y es la tercera canción de ellos que Felts interpreta, seguido de «When Your Good Love Was Mine» y «All in the Name of Love». «Until the End of Time» marcó la primera vez que Vaughn entró en las listas de sencillos de country.

## Recepción de la crítica
Un escritor no especificado de Record World indicó: “En su primer dueto juntos, Narvel y Sharon se unen para crear una tierna melodía de amor con un gran potencial. Sus estilos vocales encajan perfectamente”.
Un escritor no especificado de la revista Billboard escribió: “El nuevo dúo debuta con una poderosa canción de amor eterno de Foster & Rice. Sus voces se combinan maravillosamente y este primer esfuerzo debería establecer a ambos”.

## Lista de canciones
Todas las canciones escritas y compuestas por Jerry Foster y Bill Rice.
1. «Until the End of Time» – 2:35
2. «Someone to Give My Love To» – 2:37

## Posicionamiento
| Gráfica (1974)                                      | Pico de posición |
| --------------------------------------------------- | ---------------- |
| Estados Unidos (Billboard Hot Country Singles)      | 39               |
| Estados Unidos (Cash Box Country Top 75)            | 38               |
| Estados Unidos (Record World Country Singles Chart) | 41               |